# Crescendo (orgue)
Pour les articles homonymes, voir Crescendo.
Un crescendo est une pédale (parfois un rouleau en Allemagne), placée à côté de la pédale d'expression, qui ajoute les jeux de l'orgue au fur et à mesure qu'on l'enfonce, permettant une gradation de puissance allant du pianissimo au fortissimo.

## Description

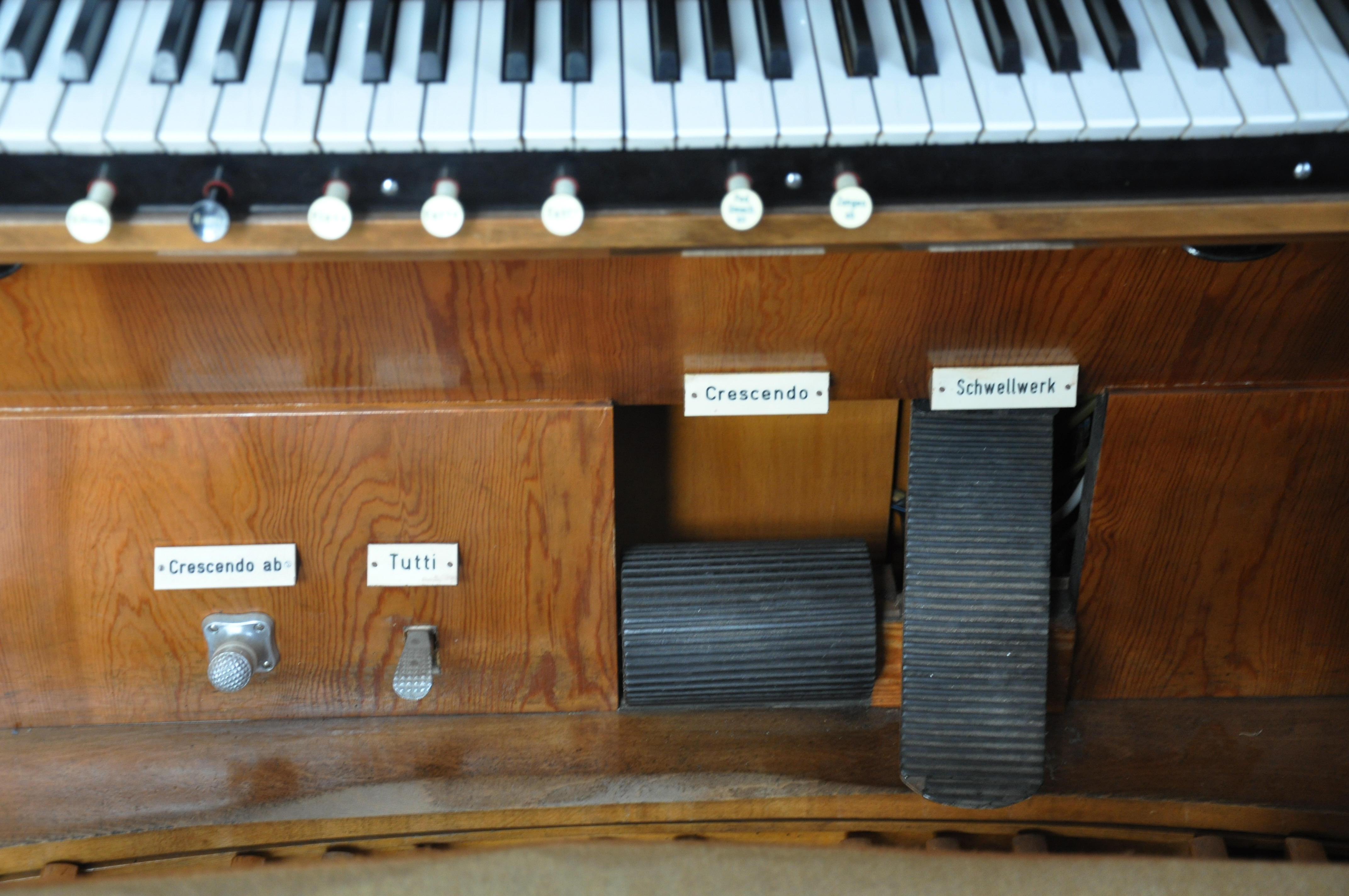
Coup de pied équilibrant de la houle (à droite) sur une console de 1954

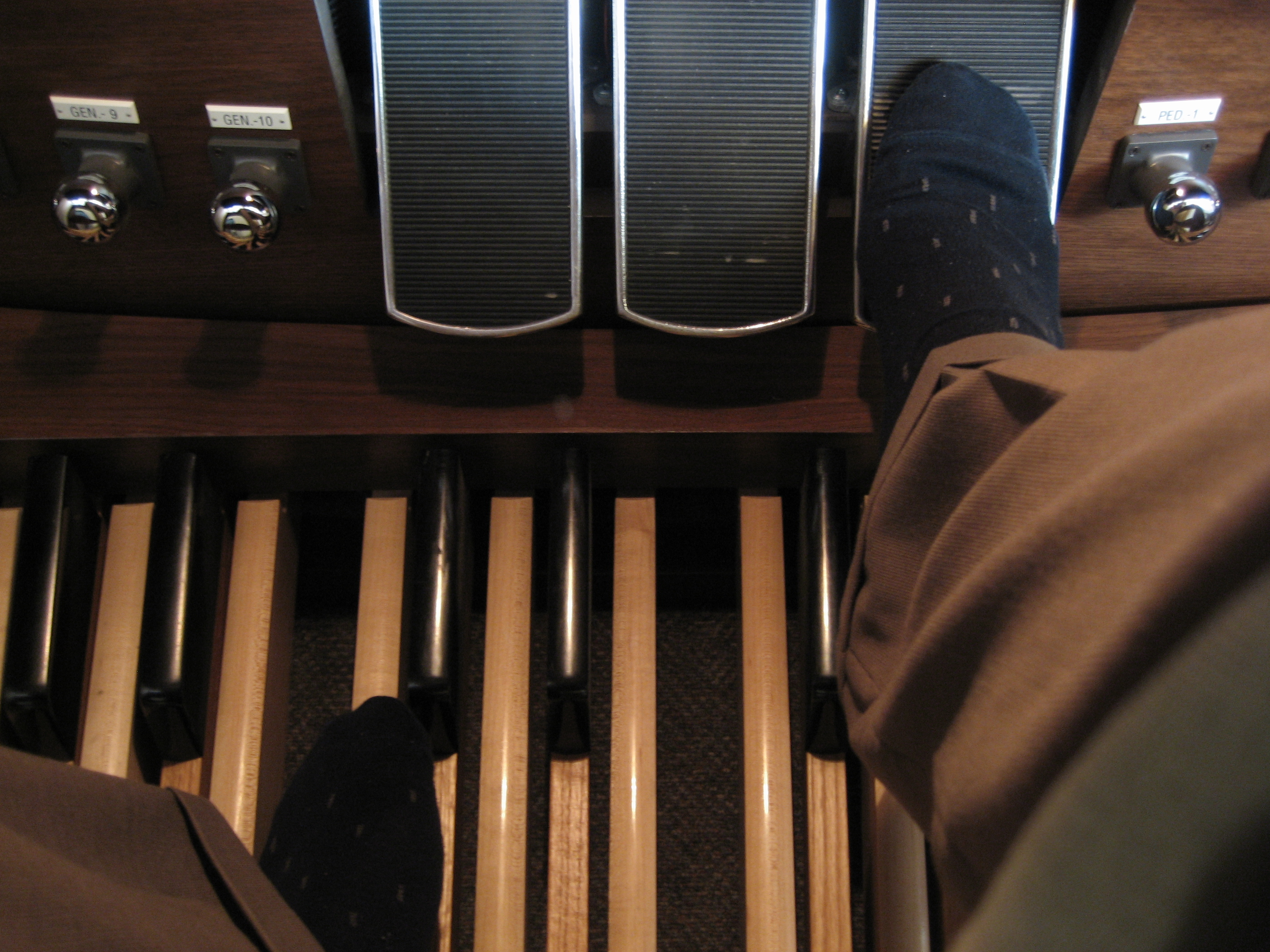
Pédale de crescendo d'un orgue numérique Allen Protege AP-31, indiquée par le pied droit de l'organiste.

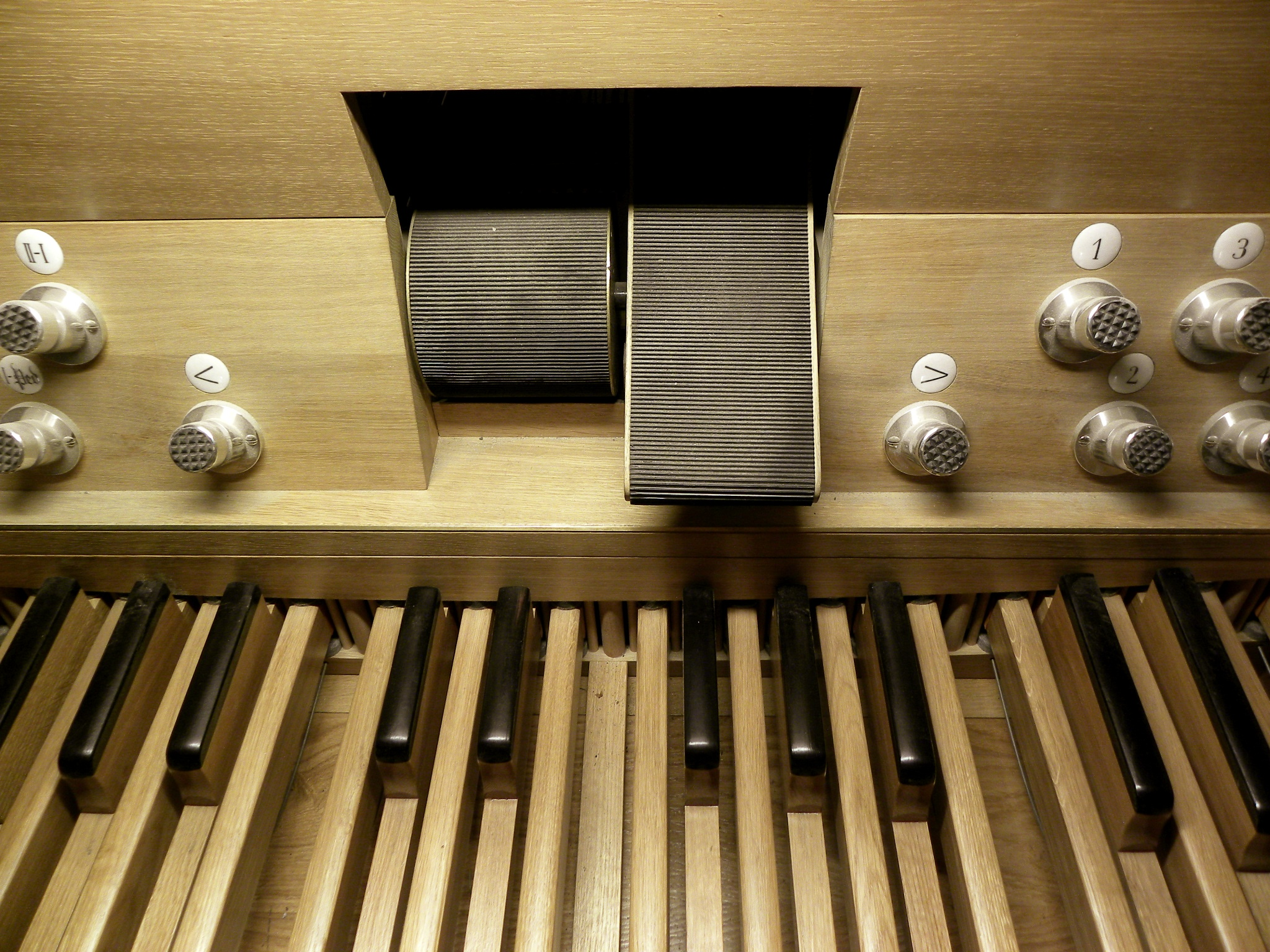
Rollschweller (gauche) et pédale d'expression. (droite)

Le « crescendo  » est un pédalier que l'on trouve généralement sur les orgues à tuyaux de taille moyenne et grande, ainsi que sur les orgues numériques, partiellement ou entièrement encastré dans la console de l'orgue. La pédale crescendo active progressivement les jeux lorsqu'il est pressé vers l'avant et retire les jeux lorsqu'il est pressé vers l'arrière. L'ajout de jeux, dans l'ordre du plus faible au plus fort, crée l'effet d'un crescendo et de même, d'un diminuendo, lorsque les jeux sont désactivés. La pédale de crescendo est située directement au-dessus du pédalier, à droite des  pédales d'expression éventuellement présentes. En utilisation réelle, l'actionnement de la pédale de crescendo ne déplace généralement pas les boutons de tirage ou les tirettes de jeux sur la console ; les jeux sont activés électroniquement à l'intérieur de l'orgue. Souvent, un ou plusieurs voyants lumineux sont présents sur la console pour informer l'organiste du moment où la pédale de crescendo est activée et de son degré d'engagement.

## Histoire

### Rollschweller
Le plus ancien type de dispositif automatique de crescendo est le Rollschweller ou  Walze (« rouleau » ou « cylindre »), que l'on trouvait dans les grands orgues de l'ère de la musique romantique du XIXe siècle, presque exclusivement en Allemagne. Il se compose d'une roue et d'un essieu, montés horizontalement juste au-dessus du pédalier. Lorsqu'elle est tournée vers l'organiste, la roue active un mécanisme qui ajoute des jeux à la registration. De même, en tournant la roue vers l'arrière, on enlève des jeux. Le Rollschweller est construit de manière à pouvoir être tourné indéfiniment vers l'avant ou l'arrière. Cela donne à l'appareil un champ d'action beaucoup plus long que la pédale crescendo moderne, rendant ainsi le changement de dynamique plus doux et plus graduel. Il est particulièrement utile et approprié pour l'interprétation des œuvres pour orgue de Max Reger, Franz Liszt et  Sigfrid Karg-Elert , qui ont tous écrit pour des orgues dotés d'un Rollschweller.

### Évolution
Lorsque l'utilisation de l'électricité s'est répandue au début du vingtième siècle, les facteurs d'orgues ont commencé à l'appliquer à leurs instruments, électrifiant l'action des touches et des jeux ainsi que les pédales d'expression. Une pédale de crescendo à commande électrique ressemblant à une pédale d'expression a été inventée et montée à droite des pédales d'expression. L'ordre dans lequel les jeux étaient activés par la pédale de crescendo était fixé par le facteur d'orgue et ne pouvait être modifié par l'organiste. C'était le cas jusqu'à la fin du XXe siècle, lorsque des dispositifs électroniques ont été incorporés dans la conception des consoles, permettant une plus grande personnalisation de la registration grâce à des actions combinées plus sophistiquées. Par conséquent, dans les orgues équipés de ces dispositifs, les jeux contrôlés par la pédale de crescendo sont généralement personnalisables, tout comme l'ordre dans lequel ils sont activés.
Les orgues à anche et les harmoniums de la fin du XIXe  et du début du XXe siècle étaient souvent dotés d'un mécanisme similaire à la pédale de crescendo. Comme les pieds du joueur étaient nécessaires pour actionner le soufflet qui fournissait le vent à l'instrument, le mécanisme était actionné par un « levier à palette » déplacé par l'un des genoux du joueur, la palette étant située sous le clavier. On l'appelait généralement « pédale d'orgue complet », car elle n'engageait pas progressivement les rangs de jeux à la manière d'une véritable pédale crescendo, mais engageait simplement tous les jeux (et généralement tous les accouplements d'octave installés sur l'instrument) lorsqu'elle était actionnée, sans action progressive.

## Repérage de la pédale de crescendo
La pédale de crescendo n'est généralement utilisée que dans certains répertoires, et, en général, la ou les pédales d'expression de l'orgue sont plus couramment utilisées. Comme la pédale de crescendo ressemble à la pédale d'expression et qu'elle est adjacente à celle-ci, elle peut dérouter les organistes débutants, comme les pianistes qui font du remplacement à l'orgue de l'église, qui ont l'intention d'utiliser la pédale d'expression plutôt que la pédale de crescendo. Pour éviter ce danger, l'organiste doit regarder les pédales avant de jouer pour s'assurer qu'elles sont étiquetées, et s'entraîner à trouver la bonne pédale au toucher. Lorsqu'il cherche une pédale en jouant, l'organiste doit se rappeler que la pédale de crescendo est normalement la plus à droite des pédales de volume, et que sa surface est souvent légèrement surélevée par rapport à la (aux) pédale(s) d'expression, afin d'aider l'organiste à ne pas la sélectionner par erreur. Les consoles équipés de combinateur électronique informatisé permettent d'activées ou non la pédale de crescendo.